# Tipula (Pterelachisus) incurva
Tipula (Pterelachisus) incurva is een tweevleugelige uit de familie langpootmuggen (Tipulidae). De soort komt voor in het Nearctisch gebied.